# 尼古拉·亚历山德罗维奇·赫沃斯托夫
尼古拉·亚历山德罗维奇·赫沃斯托夫（俄语：Никола́й Алекса́ндрович Хвосто́в，1776年8月8日—1809年10月15日）是一位俄羅斯帝國時期的探險家。
赫沃斯托夫出生於1776年8月8日（儒略曆7月28日），他是大北極探險隊成員的阿列克谢·舍利京的外孫，也是亚历山大·希什科夫的妻侄。1786年12月6日，他被分配到海軍少校軍團；1790年5月1日被提升為中尉。
1802年，他與加布里埃尔·达维多夫一同加入俄美公司。同年4月離開聖彼得堡，8月通過陸路抵達鄂霍次克，從那裏出發前往科迪亞克島，並沿著相同路線返回。
1806年，他代表尼古拉·列扎诺夫，率領三桅商船Juno號，與达维多夫率領的Avos號一起，自阿拉斯加渡海到達加利福尼亞。同年秋，在列扎诺夫的指示下，赫沃斯托夫命令Juno號从鄂霍次克駛向薩哈林島（庫頁島），並在阿尼瓦灣烧掉了日本的番屋，以示對日本拒絕俄羅斯設立使館的報復。次年，他率領Juno號，與达维多夫率領的Avos號一起駛向千島群島，在擇捉島（伊圖魯普島）燒毀日本人的村莊和商店。隨後襲擊北海道，擒獲中川五郎治等日本人五名，掠奪米、鹽、什器、衣服等物資並放火燒屋，取走日本人的貨船，隨後返回鄂霍次克。這一系列事件被日本人稱為文化俄寇。
回到鄂霍次克後，二人因對日本人的任意行動而被逮捕。後來他們逃亡雅庫茨克，在那裏再次被捕，送往聖彼得堡審判，但不久獲釋，送往前線參與芬蘭戰爭。在弗雷德里克·威廉·冯·布克斯赫韦登的指揮下，二人戰功卓著，赫沃斯托夫被提議授予四等聖喬治勳章、达维多夫被提議授予四等圣弗拉基米尔勋章，但沙皇亞歷山大一世因對日本人的任意行動，不贊成這一裁決。
1809年10月15日（儒略曆10月3日），赫沃斯托夫和达维多夫因醉酒時試圖穿越涅瓦河而溺水身亡，未尋獲二人遺體。今日美國阿拉斯加州的赫沃斯托夫島以他的名字命名。